# Muladí
Muladíes (sg: muladí) waren eine Bevölkerungsgruppe, die im Mittelalter das Gros der Bevölkerung des muslimisch beherrschten Al-Andalus auf der Iberischen Halbinsel bildete.

## Etymologie
Die spanische Bezeichnung muladí ist abgeleitet vom arabischen Wort muwallad (pl: مولدون / muwalladūn). In der Grundbedeutung bezeichnet muwallad eine Person mit Eltern unterschiedlicher Herkunft, insbesondere den Nachkommen eines arabischen und eines nicht-arabischen Elternteils, der unter Arabern aufgewachsen ist und in der arabisch-islamischen Kultur erzogen wurde. In der islamischen Geschichte bezeichnet Muwalladūn in einem weiteren Sinn nicht-arabische Neu-Muslime, d. h. die Nachfahren von Konvertiten.

## Historischer Hintergrund
Auf der Iberischen Halbinsel traten bereits im 8. und 9. Jahrhundert Teile der einheimischen christlichen Bevölkerung (Mozaraber), darunter zahlreiche adlige Familien, zum Islam über. Im 10. Jahrhundert kam es zu einem massiven Anwachsen solcher Übertritte, so dass Muladíes am Ende dieses Jahrhunderts die Mehrheit der Bevölkerung in Al-Andalus stellten. Es ist davon auszugehen, dass es sich hierbei, im Gegensatz zu den früheren Übertritten zum Islam, zu einem großen Teil nicht um bewusste Konversionen handelte. Der Grund hierfür ist im islamischen Recht zu suchen. Wird ein Kind geboren und dieses nicht ausdrücklich als „christlich“ oder „jüdisch“ ausgewiesen, erhält ein solches Kind automatisch den Status „Muslim“. Da nach der massiven Auswanderung christlicher Geistlicher im 9. Jahrhundert vor allem in ländlichen Gegenden aus Mangel an Priestern kaum noch Taufen durchgeführt wurden, konnten Kinder nicht als Christen registriert werden und wurden damit automatisch muslimisch.
Die Arabisierung der Muladíes und ihre Vermischung mit zugewanderten Arabern und Berbern führten im 11. und 12. Jahrhundert zur Homogenisierung der verschiedenen muslimischen Bevölkerungsgruppen, so dass sie in einer weitgehend einheitlichen Bevölkerung aufgingen, die sich als Andalusiyyūn („Andalusier“) bezeichnete.